# Upon the Throne of Apocalypse
Upon the Throne of Apocalypse è il terzo album in studio del gruppo musicale death metal Incantation, pubblicato nel 1995 dalla Relapse Records.

## Tracce
1. Abolishment of Immaculate Serenity – 8:14
2. Blissful Bloodshower – 0:52
3. The Ibex Moon – 4:42
4. Nocturnal Dominium – 5:44
5. Essence Ablaze – 3:26
6. Iconoclasm of Catholicism – 3:16
7. Emaciated Holy Figure – 3:41
8. Demonic Incarnate – 6:01

## Formazione
- Craig Pillard - voce, chitarra
- John McEntee - chitarra
- Dan Kamp - basso
- Jim Roe - batteria